# Wolfram Faust
Wolfram Faust (* 10. März 1964 in Wuppertal) ist ein ehemaliger deutscher Kanute. Heute arbeitet er als Ausrichter von Drachenbootveranstaltungen.
Faust war in den 1980er Jahren einer der erfolgreichsten westdeutschen Sportler in den Canadierdisziplinen des Kanurennsports und war anschließend auch im Drachenbootsport erfolgreich. Er startete bis 1990 im Kanurennsport für die Kanu-Sportgemeinschaft Wuppertal und wechselte 1991 kurzzeitig zum SC Neubrandenburg. Sein Heimatverein war der Verein für Kanusport Wuppertal, wo er von Hans-Martin Röse betreut wurde.
Im Drachenbootsport ging er zunächst für das von ihm mitbegründete Drag-Attack-Team, später für die Kurpfalz-Dragons aus Mannheim, ins Rennen. 1996 gegründete er eine Event-Agentur und betreut in ganz Europa Drachenbootveranstaltungen.

## Kanurennsport
Bei den Olympischen Sommerspielen 1984 in Los Angeles belegte er im Zweier-Canadier zusammen mit Ralf Wienand über 500 m den 6. und über 1000 m den 4. Platz. Bei den Kanurennsport-Weltmeisterschaften 1986 in Montreal erreichte er zusammen mit seinem Bruder Hartmut über 1000 m den 3. Platz. Gemeinsam nahmen die Brüder an den Olympischen Sommerspielen 1988 in Seoul teil, wo sie über 1000 m den 5. Platz belegten. Über 500 m erreichen beide nicht das Finale.
Nachdem Hartmut sein Karriereende erklärt hatte, qualifizierte sich Faust im Jahre 1989 gemeinsam mit seinem Vereinskameraden Thomas Faulstich für die Weltmeisterschaften in Plowdiw. Nachdem der Deutsche Kanu-Verband sich weigerte, seinen Heimtrainer Hans-Martin Röse wie bis dahin üblich als Betreuer zu nominieren, sagte Faust seine WM-Teilnahme ab. 1990 konnte er sich jedoch nach dem Wiedereinstieg seines Bruders Hartmut gemeinsam mit diesem für die Weltmeisterschaften in Posen qualifizieren, wo sie über 1000 m einen neunten Platz belegten.
Wolfram Faust wurde 26× Deutscher Meister im Kanurennsport, unter anderem belegte er 1987–1991 mit der Mannschaft der KSG Wuppertal jeweils einen 1. Platz im Achter-Canadier.

## Drachenboot
1991 beendete Faust seine Karriere im Kanurennsport und war gemeinsam mit Ulrich Eicke einer der Hauptinitiatoren der Gründung der Drachenbootabteilung im VfK Wuppertal (dem späteren Drag-Attack-Team) und wurde bald im Drachenbootsport erfolgreich. Insgesamt wurde er fünf Mal Drachenboot-Weltmeister.
1996 gegründete er eine Event-Agentur und betreut seither in ganz Europa Drachenbootveranstaltungen und stattet internationale Europa- und Weltmeisterschaften mit Booten und komplettem Zubehör aus.